# 131
Năm 131 là một năm trong lịch Julius. 